# 索米爾弗拉特 (加利福尼亞州)
索米爾弗拉特（英語：Sawmill Flat）是位於美國加利福尼亞州弗雷斯諾縣的一個非建制地區。該地的面積和人口皆未知。

## 地理
索米爾弗拉特的座標為36°58′10″N 119°01′02″W / 36.96944°N 119.01722°W，而該地的平均海拔高度為2059米（即6755英尺）。